# Doppelte Haushaltsführung (Deutschland)
Doppelte Haushaltsführung ist ein Begriff aus dem deutschen Einkommensteuerrecht. Sie liegt vor, wenn ein Arbeitnehmer außerhalb des Ortes seiner ersten Tätigkeitsstätte einen eigenen Hausstand unterhält und auch am Ort der ersten Tätigkeitsstätte wohnt (§ 9 Abs. 1 Satz 3 Nr. 5 EStG). Notwendige Mehraufwendungen, die einem Arbeitnehmer wegen einer beruflich veranlassten doppelten Haushaltsführung entstehen, sind als Werbungskosten abziehbar. Als Betriebsausgaben (§ 4 EStG) von Gewerbetreibenden und Freiberuflern sind sie denselben Regelungen unterworfen. Lohnsteuerrichtlinien und verschiedene BMF-Schreiben erläutern die Einzelheiten. 

## Eigener Hausstand
Der Arbeitnehmer muss außer der Wohnung am Ort seiner ersten Tätigkeitsstätte einen eigenen Hausstand unterhalten, an dem sich sein Lebensmittelpunkt befindet. 
In dieser Wohnung muss der Arbeitnehmer einen Haushalt unterhalten, d. h., er muss die Haushaltsführung bestimmen oder wesentlich mitbestimmen. Ein eigener Hausstand liegt deshalb nicht vor bei jungen Arbeitnehmern, die nach Abschluss ihrer Ausbildung noch als Gast in den Haushalt der Eltern eingegliedert sind, indem sie dort weiterhin ihr Zimmer bewohnen. Anders verhält es sich dagegen bei älteren Arbeitnehmern, deren Wohnung am Beschäftigungsort nur als Schlafstätte dient und bei denen davon auszugehen ist, dass sie im Wesentlichen am Heimatort ihr Privatleben führen, wegen enger persönlicher Beziehungen zu den dort wohnenden betreuungs- oder sogar pflegebedürftigen Eltern. Es bedarf insbesondere beim Zusammenleben in einem Mehrgenerationenhaushalt nicht zwingend einer besonderen finanziellen Verantwortung des Steuerpflichtigen für den gemeinsamen Hausstand durch gleichmäßige Beteiligung an den laufenden Haushalts- und Lebenshaltungskosten. Ausreichen kann auch die Übernahme einmaliger hoher Kosten, beispielsweise für Instandhaltungsmaßnahmen, Schönheitsreparaturen oder die Gartenpflege.
Bei der doppelten Haushaltsführung kommt es nicht auf den Familienstand des Steuerpflichtigen an. Es können also auch Lebenspartner oder Ledige ohne Partner einen doppelten Haushalt begründen. Bei einem alleinstehenden Arbeitnehmer ist entscheidend, dass er sich im eigenen Hausstand im Wesentlichen nur unterbrochen durch die arbeits- und urlaubsbedingte Abwesenheit aufhält. Allein das Vorhalten einer Wohnung für gelegentliche Besuche oder Ferienaufenthalte ist nicht ausreichend.

## Zweitwohnung am Beschäftigungsort
Als Zweitwohnung kommt jede dem Arbeitnehmer entgeltlich oder unentgeltlich zur Verfügung stehende Unterkunft in Betracht, z. B. auch eine eigene Eigentumswohnung, ein möbliertes Zimmer, ein Hotelzimmer oder eine Gemeinschaftsunterkunft. Eine zeitliche Begrenzung des Werbungskostenabzugs wird nicht vorgenommen. Die übergangsweise eingeführte gesetzliche Befristung des Werbungskostenabzugs (auf zwei Jahre) ist vom Bundesverfassungsgericht wegen Verstoßes gegen das objektive Nettoprinzip für nicht rechtmäßig erklärt worden.

## Gründe für eine doppelte Haushaltsführung
Die doppelte Haushaltsführung muss stets beruflich veranlasst sein. Berufliche Gründe liegen vor, wenn der Arbeitgeber den Umzug fordert, zum Beispiel um die jederzeitige Einsatzmöglichkeit des Arbeitnehmers zu gewährleisten, bei Werks- oder Dienstwohnungen, aber auch wenn die Entfernung zwischen Wohnung und Arbeitsstätte (zum Beispiel in einer Großstadt) erheblich verkürzt wird, sowie bei Betriebsverlagerung. Für Umzüge bei Arbeitsplatzwechsel ist es notwendig, dass sich durch den Umzug die Fahrzeit zwischen Wohnung und Arbeitsplatz erheblich verringert. Fahrzeitverkürzungen von einer Stunde täglich, welche zumindest zeitweilig gegeben sein müssen, wurden vom Bundesfinanzhof als Gründe anerkannt. Ein Umzug wegen Versetzung wird auch dann anerkannt, wenn der Arbeitnehmer die Versetzung beantragt hat und der Umzug in ein neu errichtetes Eigenheim erfolgt.
Keine berufliche Veranlassung liegt vor, wenn eine neue Wohnung oder das eigene Haus bezogen wird, weil sich die Familie vergrößert hat. Bei Heirat oder Zusammenzug mit dem nichtehelichen Partner können die Aufwendungen für den Wohnortwechsel geltend gemacht werden. Nach der neueren Rechtsprechung des Bundesfinanzhofs kann auch der Wegzug vom Arbeitsort aus privaten Gründen zu einer doppelten Haushaltsführung führen. Dabei spielt es keine Rolle, ob der Arbeitnehmer sich am Arbeitsort eine neue Wohnung nimmt oder seine alte Wohnung zur Zweitwohnung „umwidmet“.

## Mehraufwendungen aus beruflichem Anlass
Als Werbungskosten oder Betriebsausgaben kommen in Betracht:

### Umzugskosten
Umzugskosten können anlässlich der Begründung, der Beendigung oder des Wechsels einer doppelten Haushaltsführung als Werbungskosten geltend gemacht werden, wenn der Umzug beruflich bedingt war, wobei es nicht darauf ankommt, ob der Wechsel unmittelbar nach der Veränderung stattgefunden hat. Die Kosten müssen nachgewiesen werden, die Umzugspauschale kann nur bei einem Wechsel der Zweitwohnung berücksichtigt werden.

### Fahrtkosten/Familienheimfahrten
Wöchentlich kann eine nachweisbar durchgeführte Familienheimfahrt angesetzt werden. Unabhängig vom Verkehrsmittel können für jeden Entfernungskilometer pauschal 30 Cent als Werbungskosten abgesetzt werden (§ 9 Abs. 1 Nr. 5 S. 4 EStG). Heimfahrten mit einem Firmenwagen sind nicht absetzbar, da die Privatnutzung des Fahrzeugs in diesem Punkt schon geringer angesetzt ist. Wird die Familienheimfahrt mit einem Flugzeug durchgeführt, sind die tatsächlichen Kosten anzusetzen.
An Stelle der wöchentlichen Heimfahrt können die Gebühren für ein Ferngespräch bis zu einer Dauer von 15 Minuten mit Angehörigen, die zum eigenen Hausstand des Arbeitnehmers gehören, berücksichtigt werden.
Des Weiteren sind die Fahrten zwischen der Zweitwohnung am Beschäftigungsort und dem Arbeitsplatz als Fahrten zwischen Wohnung und Arbeitsstätte als Werbungskosten abzugsfähig.
Die tatsächlichen Aufwendungen für die Fahrten anlässlich des Wohnungswechsels zu Beginn und zum Ende der doppelten Haushaltsführung sind wie Dienstfahrten zu behandeln und daher mit 30 Cent für jeden gefahrenen Kilometer anzusetzen.
Ein Besuch der Familie am Beschäftigungsort ist nicht abzugsfähig, es sei denn, der Beschäftigte ist aus beruflichen Gründen an der Familienheimfahrt gehindert.

### Unterkunftskosten
Als Unterkunftskosten können seit dem 1. Januar 2014 im Inland die tatsächlichen Aufwendungen für die Nutzung der Unterkunft angesetzt werden, höchstens jedoch 1 000 Euro im Monat (§ 9 Abs. 1 Satz 3 Nr. 5 Satz 4 EStG).
Bis dahin galt eine Wohnung bis zu 60 m² (zum ortsüblichen Vergleichsmietzins) als angemessen. Wegen eines Umzugs geleistete doppelte Mietzahlungen konnten bei beruflicher Veranlassung (zeitlich begrenzt) in voller Höhe als Werbungskosten abgezogen werden.
Ist der Arbeitnehmer Eigentümer der Wohnung, gehören die Absetzungen für Abnutzung (AfA), Hypothekenzinsen und Reparaturkosten zu den Werbungskosten – begrenzt auf die Aufwendungen, die ein Mieter für eine nach Größe, Ausstattung und Lage vergleichbare Wohnung tragen müsste. Eine Inanspruchnahme der Eigenheimzulage kommt nicht in Betracht, solange der Arbeitnehmer die genannten Aufwendungen als Werbungskosten geltend macht.
Die laufende BFH-Rechtsprechung besagt, dass Kosten für Einrichtungsgegenstände, die objektiv zur Führung eines geordneten Haushalts notwendig sind, etwa Bett, Geschirr, Stühle oder Teppich, nicht zu den Unterkunftskosten gehören, so dass die 1.000-Euro-Grenze dort nicht gilt.

### Verpflegungsmehraufwendungen
Für die ersten drei Monate der doppelten Haushaltsführung können die Pauschalen für Verpflegungsmehraufwand, die bei Dienstreisen angesetzt werden, als Werbungskosten abgezogen werden. Die Höhe dieser Pauschale richtet sich nach der Dauer der Abwesenheit von der Familienwohnung oder dem Ort des Lebensmittelpunktes. Die abzugsfähigen Pauschalen bei inländischen doppelten Haushalten betragen (nach § 4 Abs. 5 Nr. 5 EStG) seit dem Veranlagungszeitraum 2020 für eine Abwesenheit von mindestens 8 Stunden und für den An- und Abreisetag 14 € (von 2014 bis 2019 12 € für eine Abwesenheit von mindestens 8 Stunden und 24 € für eine Abwesenheit von mindestens 24 Stunden) und bei einer Abwesenheit von 24 Stunden 28 € je Kalendertag. Die Zulässigkeit der Beschränkung der Absetzbarkeit von Verpflegungsmehraufwendungen auf drei Monate wurde vom Bundesfinanzhof mit Urteil vom 8. Juli 2010 bestätigt.